# Planeta Ricitos de Oro

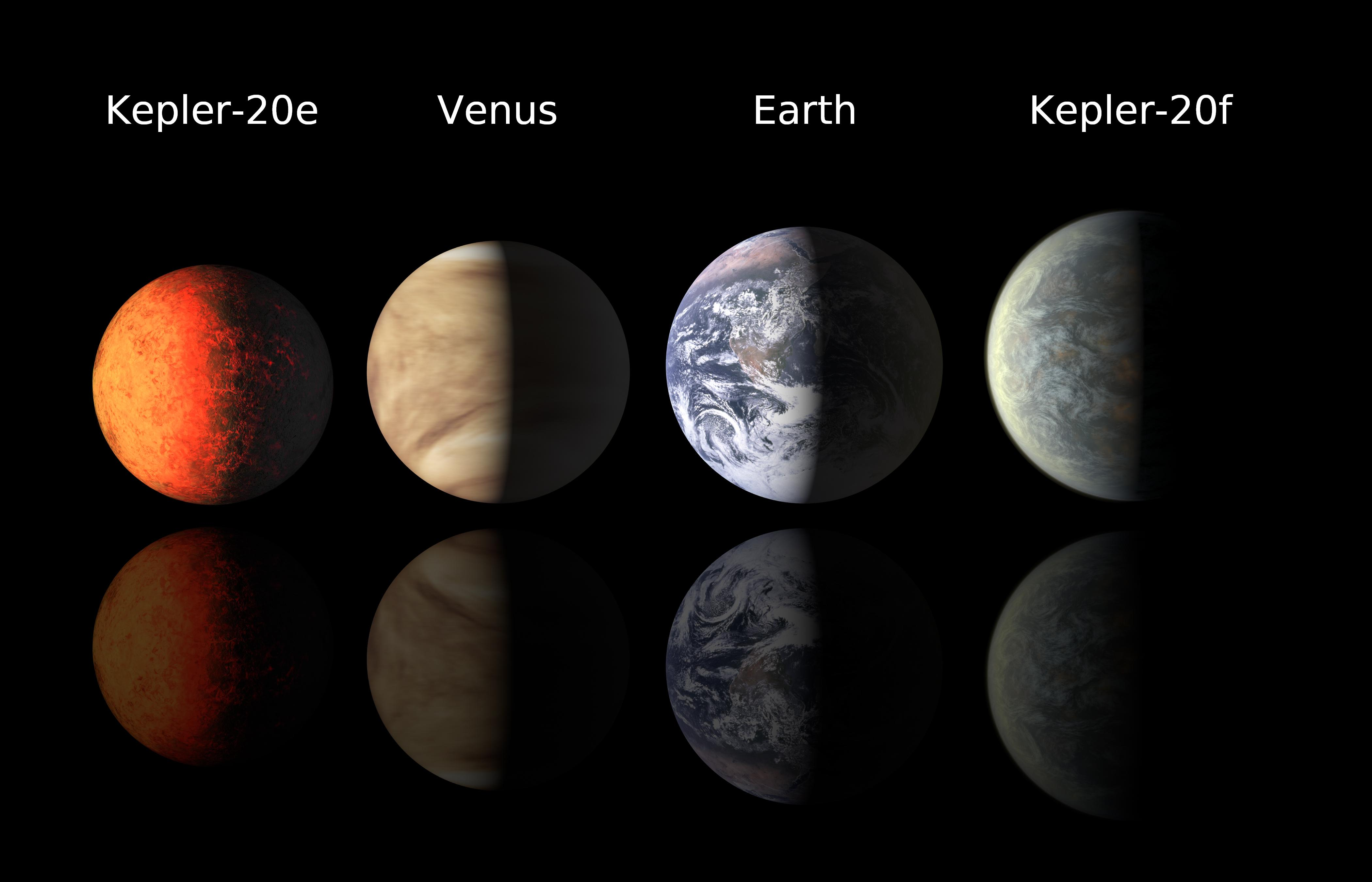
Comparativa de tamaño de los exoplanetas Kepler-20e y Kepler-20f con la Tierra y Venus.

Planeta «Ricitos de Oro» (del inglés Goldilocks planet) es un término coloquial para designar a un hipotético exoplaneta ubicado en la zona habitable de una estrella; a menudo el término se usa específicamente para los planetas con un tamaño similar a la Tierra (es decir, análogos a la Tierra). El nombre viene de la historia de Ricitos de Oro y los tres osos, en el que una niña elige de entre un conjunto de tres artículos, haciendo caso omiso de los que son demasiado extremos (grande o pequeño, caliente o frío, entre otros), y eligiendo el del medio, que resulta ser lo más conveniente para ella. Del mismo modo, y siguiendo este principio, un planeta Ricitos de Oro sería uno que no se encontrase ni demasiado cerca ni demasiado lejos de su estrella para excluir a la vida tal y como la conocemos.
Los planetas Ricitos de Oro son de interés fundamental para los investigadores, ya sea en la búsqueda de vida (inteligente o no) o como hipotéticos futuros hogares de la raza humana. La ecuación de Drake, que intenta estimar la probabilidad de vida inteligente no terrestre, incorpora un factor (ne) que representa el promedio de planetas capaces de soportar vida en un sistema solar planetario. El descubrimiento de planetas extrasolares Ricitos de Oro ayudaría a perfeccionar las estimaciones de esta cifra. Estimaciones muy bajas contribuirían a la hipótesis de la Tierra especial, que plantea que una serie de condiciones y eventos muy poco probables condujeron a la aparición de la vida en la Tierra. Las altas estimaciones reforzaría el principio de mediocridad copernicano, en que un gran número de planetas Ricitos de Oro implicaría que la Tierra no es especialmente excepcional.
Encontrar planetas Ricitos de Oro del tamaño de la Tierra es una parte clave de la Misión Kepler, que utiliza un telescopio espacial, lanzado el 7 de marzo de 2009 UTC, para estudiar y compilar las características de los planetas que se encuentren en la zona habitable. Las últimas estimaciones de los astrónomos realizadas con los datos extraídos de las observaciones del telescopio Kepler, predicen la existencia de más de 40 000 millones de planetas ricitos de oro tan solo en la Vía Láctea (de ellos, 11 000 millones orbitando a una estrella similar al Sol). Estas cifras supondría que el análogo a la Tierra más próximo podría estar a apenas 12 años luz del sistema solar.
Aunque el planeta extrasolar 70 Virginis b fue apodado inicialmente «Ricitos de Oro», porque se pensaba que se encontraba en la zona habitable de la estrella, ahora se cree que es demasiado caliente para tener posibilidades de albergar vida y no es, por tanto, un planeta Ricitos de Oro.
Gliese 581 g ha sido durante años uno de los candidatos más firmes a planeta ricitos de oro. Sin embargo, su existencia ha sido cuestionada.
Actualmente, el exoplaneta confirmado con mayor similitud a la Tierra es Kepler-438b, que orbita a una enana naranja y que cuenta con un índice de parentesco (IST) de 0,88 (frente a los 0,78 de Venus). Existen varios candidatos a planeta con mayor puntuación, destacando KOI-4878.01, con una similitud del 98% y aún pendiente de confirmación. En enero de 2015, había tres exoplanetas detectados con un IST superior al 90% (ninguno de ellos confirmado) y 8 con IST >85% (sólo confirmados Kepler-438b y Kepler-296e).